# Lambic

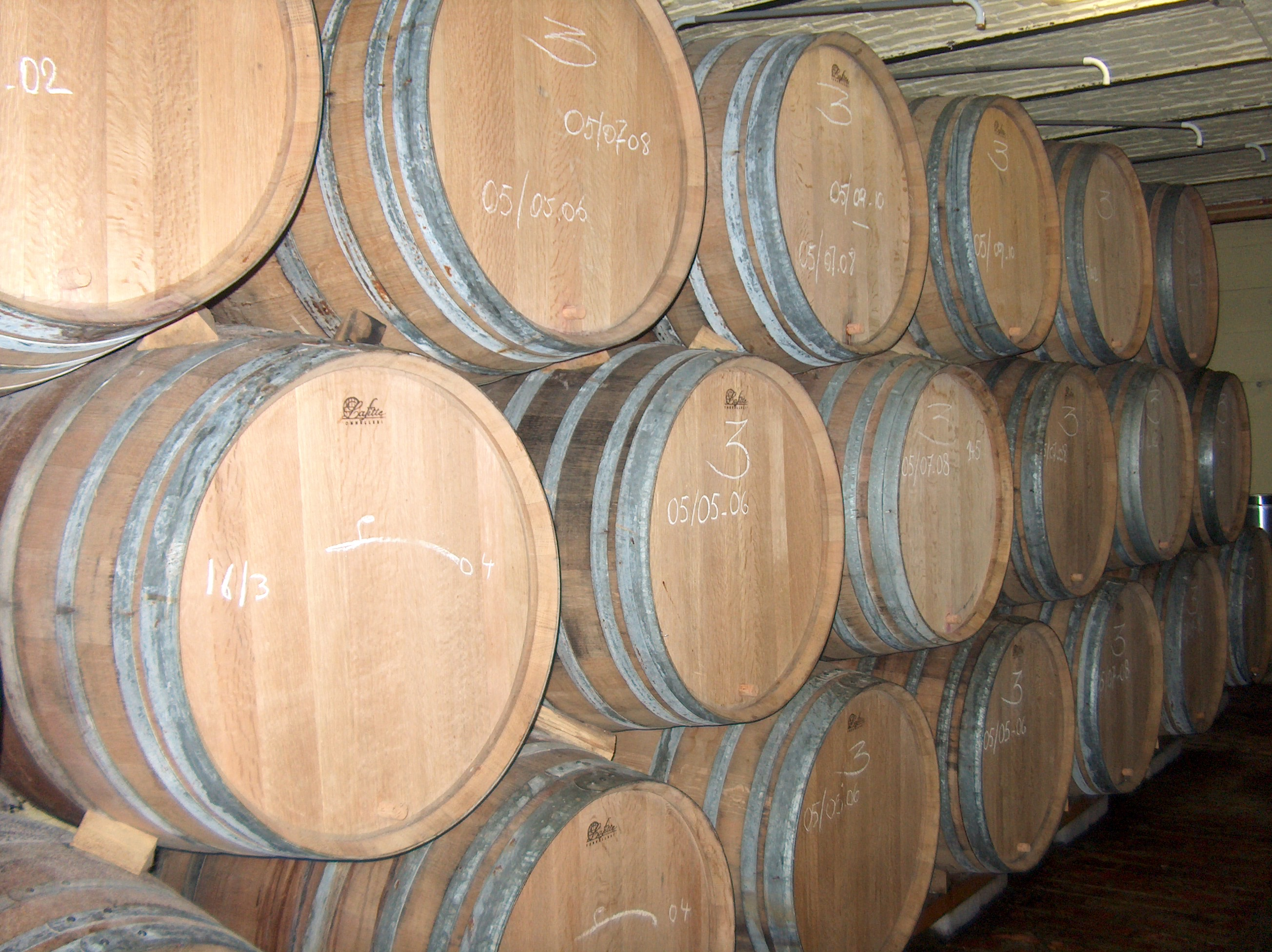
Barriles de madera madurando cerveza lambic.

La cerveza de trigo y cebada de tipo lambic se elabora principalmente en Bruselas (Bélgica) utilizando levaduras silvestres obtenidas por fermentación espontánea, por esta razón presenta un fuerte carácter ácido. Las cervezas Lambic incluyen los estilos Kriek y Geuze.